# Acarospora affinis
Acarospora affinis är en lavart som beskrevs av K. Knudsen. Acarospora affinis ingår i släktet Acarospora och familjen Acarosporaceae.   Inga underarter finns listade i Catalogue of Life.